# Middlesex (Vermont)
Pour les articles homonymes, voir Middlesex.
Middlesex est une municipalité (town) américaine de l'État du Vermont, située dans le comté de Washington. Lors du recensement de 2020, la population s'élevait à 1 779 habitants.

## Géographie
La municipalité s'étend sur 103,2 km2 dans le centre du Vermont, à l'ouest de Montpelier, la capitale de l'État. 
|           | Worcester |                 |
| Waterbury | Middlesex | East Montpelier |
| Moretown  | Berlin    | Montpelier      |

## Démographie
| Groupe            | Middlesex | Vermont | États-Unis |
| ----------------- | --------- | ------- | ---------- |
| Blancs            | 97,0      | 95,3    | 72,4       |
| Métis             | 1,8       | 1,7     | 2,9        |
| Asiatiques        | 0,6       | 1,3     | 4,8        |
| Afro-Américains   | 0,5       | 1,0     | 12,6       |
| Autres            | 0,2       | 0,8     | 7,3        |
| Total             | 100       | 100     | 100        |
|                   |           |         |            |
| Latino-Américains | 0,9       | 1,5     | 16,7       |

Selon l'American Community Survey, pour la période 2011-2015, 97,51 % de la population âgée de plus de 5 ans déclare parler anglais à la maison, alors que 1,27 % déclare parler le français, 0,61 % l'espagnol et 0,61 % une autre langue.

## Politique et administration
La municipalité est administrée par un conseil de cinq membres élus (Selectboard) qui est responsable de la conduite générale des affaires locales. Il a pour fonctions de publier les règlements locaux, préparer le budget, superviser toutes les dépenses, gérer les employés municipaux et contrôler les bâtiments et les biens publics. Il est assisté de « justices de paix » élus et d'un administrateur (clerk town), réunis au sein du Conseil de l'autorité civile.